# Weißenborn (Droyßig)
Weißenborn ist ein kleines Dorf und gehört seit dem 1. Januar 2010 zu der Gemeinde Droyßig im Burgenlandkreis in Sachsen-Anhalt.

## Geografie

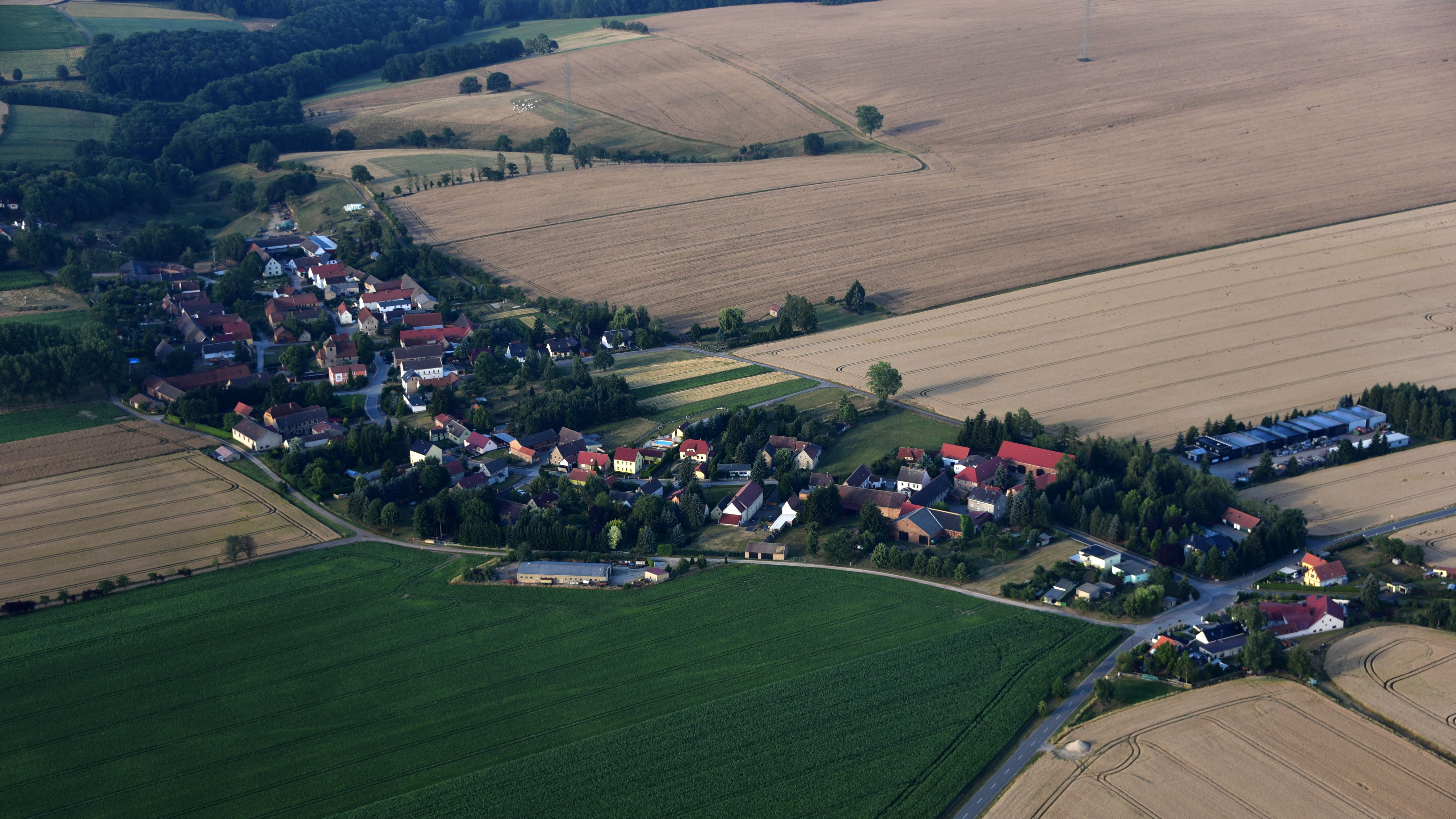
Weißenborn, Luftaufnahme (2018)

Weißenborn ist ein Waldhufendorf und liegt ca. 9 km westlich von Zeitz. Als Ortsteile der ehemaligen Gemeinde waren Weißenborn, Stolzenhain und Romsdorf ausgewiesen.

## Geschichte
Weißenborn wurde 1289 erstmals urkundlich erwähnt.
Am 1. Januar 2010 schloss sich die bis dahin selbstständige Gemeinde Weißenborn mit der Gemeinde Droyßig zur neuen Gemeinde Droyßig zusammen.

## Kultur und Sehenswürdigkeiten
In Weißenborn gibt es ein Heimatmuseum mit einer Sammlung altertümlicher Gerätschaften und Haushaltsgegenständen.

## Wirtschaft und Infrastruktur

### Verkehr
Nördlich des Gemeindegebietes verläuft die Bundesstraße 180, die von Zeitz nach Naumburg führt.

## Persönlichkeiten
- Johann Karl Zeune (1736–1788), deutscher Philologe, geboren in Stolzenhain
- Hans Hermann Russack (* 1887; Todesjahr unbekannt), deutscher Kunsthistoriker, geboren in Weißenborn